# الطلسا (الصومعة)

تعديل مصدري - تعديل

الطلسا هي إحدى قرى عزلة ال الثرياء بمديرية الصومعة التابعة لمحافظة البيضاء، بلغ تعداد سكانها 194 نسمة حسب تعداد اليمن لعام 2004.